# Jacques Melzer
Pour les articles homonymes, voir Melzer.
Jacques Melzer, né le 18 juillet 1934 à Lens (Pas-de-Calais), mort le 8 mai 2006 à Fréjus (Var), est un saxophoniste français.

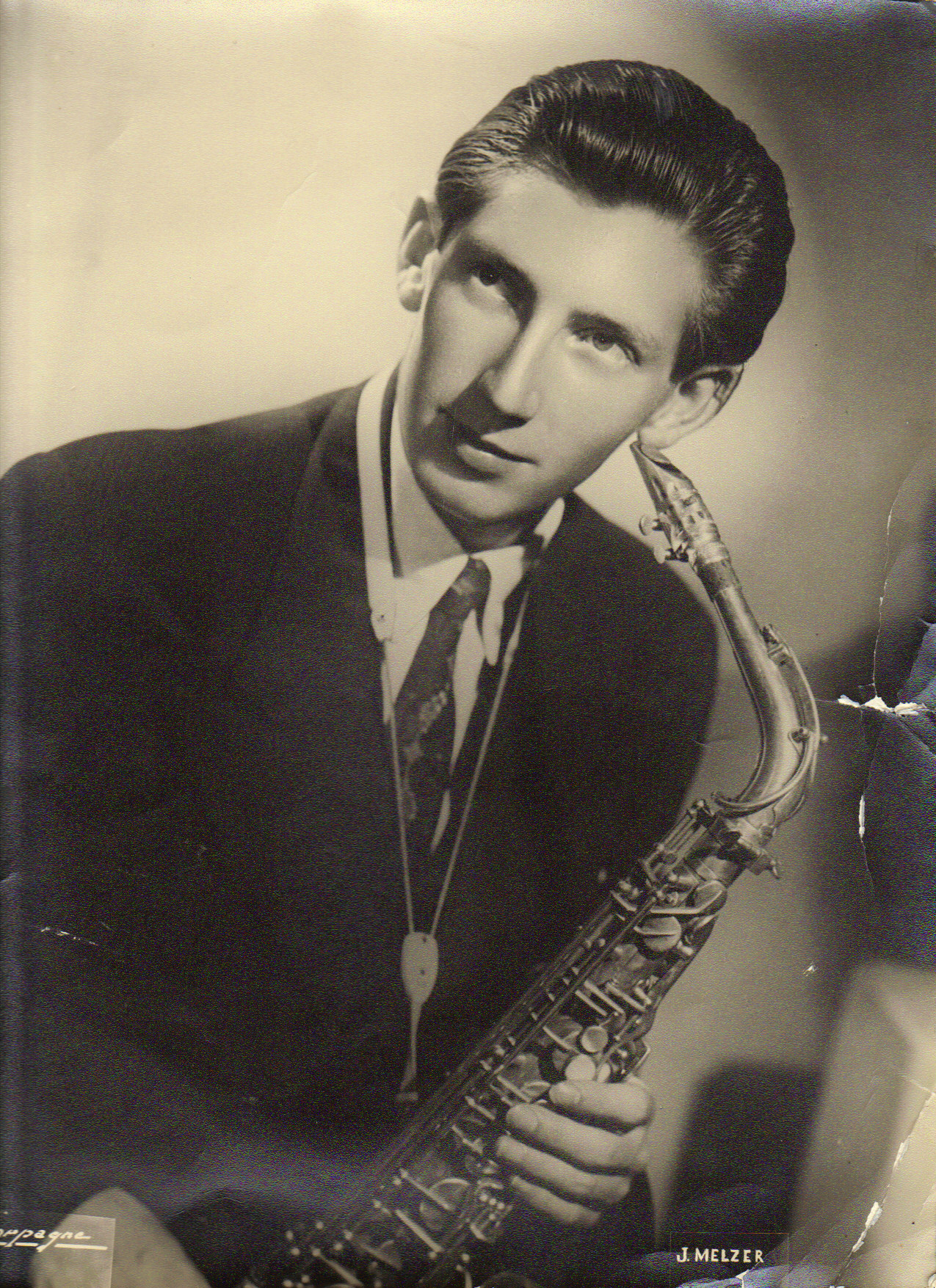
Jacques Melzer en 1954

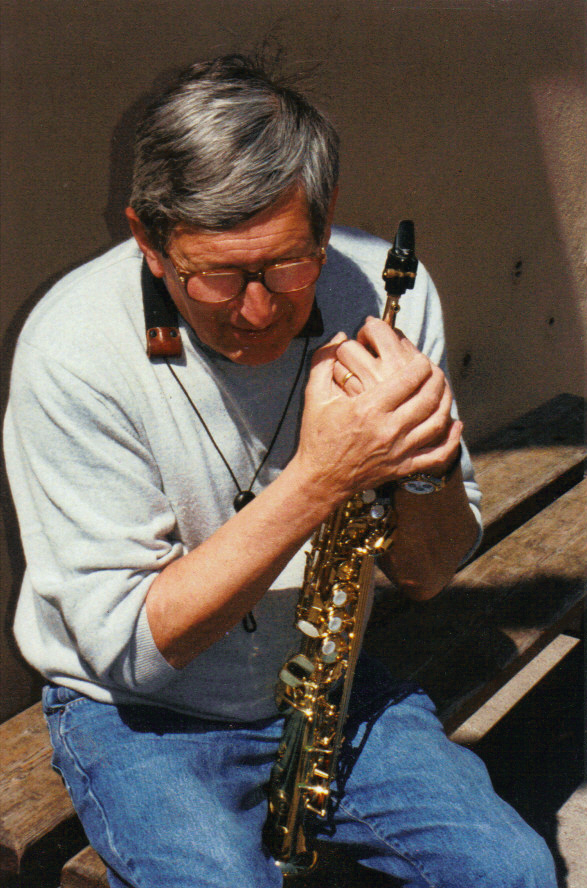
Répétitions en 2004

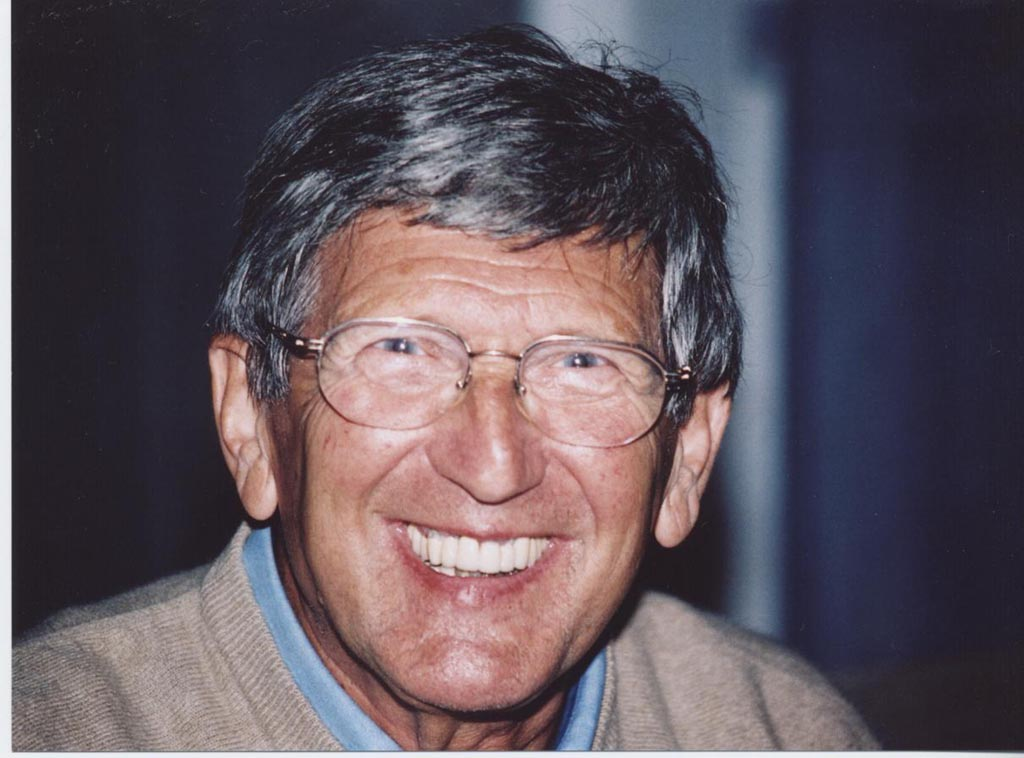
en 2002

## Biographie
De parents musiciens, père violoniste et chef de l'orchestre symphonique de Lens, mère, pianiste et directrice adjointe de l'école de musique de Bruay-en-Artois), benjamin d'une famille de huit enfants.
Comme tous ses frères et sœurs, il doit jouer d'un instrument et débute au violon. En raison de ses exceptionnelles dispositions musicales, ses parents acceptent qu'il fasse carrière dans ce domaine. C'est à l'âge de 10 ans que débutent ses réelles études musicales. Ses parents le préparent au concours d'entrée du Conservatoire de Paris où il suivra trois classes :
- Classe de solfège 1948 (classe des PURS) de maître Becker, où il obtient une première médaille de solfège
- Classe de percussion de maître Passeronne, où il obtient un prix de percussion.
- Classe de saxophone de maître Marcel Mule, où il obtient un premier prix d'honneur (1954)[1] avec félicitations du Jury.

Durant quelques années avec Jacques Hélian, Benny Bennett et Jordi Col, il découvre les tournées en France et en Europe. Par la suite, il décide de « se poser » et obtient le poste de professeur de saxophone au CRR de Rennes. 

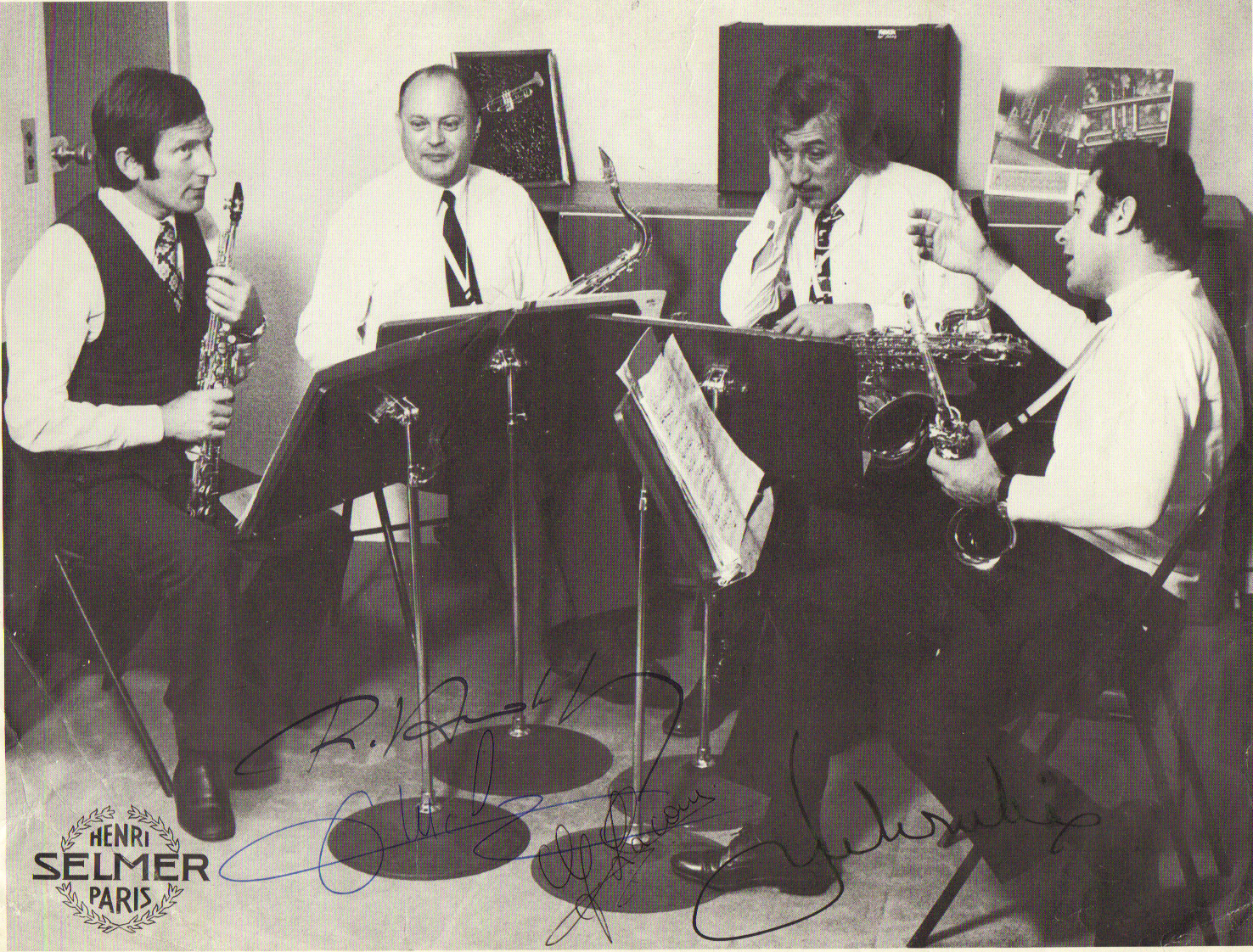
L'Ensemble de saxophones français avec Jacques Melzer (soprano), Jean-Marie Londeix (alto), (ténor), Roland Audefroy (baryton) (1970).

Il crée avec ses amis anciens élèves de Marcel Mule un quatuor baptisé « ensemble de saxophones français (d) » (J. Melzer, soprano; Roland Audefroy, alto; Jean-Marie Londeix, ténor; Guy Lacour (en), baryton). Avec cet ensemble, il donne de nombreux concerts et réalise plusieurs enregistrements, dont un consacré à des œuvres de Jean-Sébastien Bach transcrites pour saxophone.
En 1971, il accepte la charge de professeur au CNR de Nice, dans l'équipe de Pierre Cochereau, directeur. Il y crée une classe de jazz et le Quatuor de saxophones Jacques Melzer (J. Melzer, soprano; J.J. Illouz, alto; L. Garrigues, ténor; G. Menardy, baryton). Avec le concours de la fondation Kosma, ils enregistrent un disque, intitulé « Un jour au Paradis... », comprenant des œuvres de J.S. Bach, J.L. Krebs, L. Vinci, W.A. Mozart, T. Albinoni, G.F. Haendel, J. Brahms (disque n° 2357).
En 1998, il accepte la charge de créer une école de musique à Fréjus et d'en prendre la direction. Un établissement qui, en 2006, compte près de 500 élèves et nécessite des locaux plus adaptés au nombre croissant de demandes. À Fréjus il crée un Big Band dont il prend la direction et un orchestre symphonique.
Jacques Melzer donnera toute sa vie de très nombreux concerts classiques. Son interprétation du concerto pour hautbois de Mozart, transcrite pour saxophone soprano, accompagné par l'Orchestre régional de Cannes-Provence-Alpes-Côte d’Azur, sous la direction de Laurent Petitgirard, reste dans le sillage de son maître Marcel Mule. Pourtant, contrairement à son éminent professeur, Jacques Melzer adore le jazz et se produit en concerts au théâtre romain de Fréjus, comme chef d'orchestre et soliste.
« Pour Jacques Melzer, toutes les musiques sont bonnes pourvu qu'elles soient de qualité » (allocution d'André Peyregne, directeur du CNR de Nice).
Le 14 novembre 2006, la municipalité de Fréjus, assistée des professeurs et de sa famille, lui rend hommage. L'école de musique porte désormais le nom de École de Musique Jacques-Melzer.
Élèves de Jacques Melzer :
- Franck Amsallem (pianiste, compositeur)
- Pierre Bertrand (saxophoniste, cofondateur du Paris Jazz Big Band).
- Pierre Mimran
- Gérard Ramos
- Jean-Jacques Illouz (professeur de saxophone CA)
- Joël Nourry
- Louis Garrigues
- Gilbert Menardy
- Jean-Marc Baccarini